# Medellin (Cebu)
Pour les articles homonymes, voir Medellín (homonymie).
Medellin est une municipalité de la province de Cebu, aux Philippines, qui comptait, lors du dernier recensement, en 2015, 55 332 habitants.
Elle est entourée des municipalités de San Remigio (sud-ouest), Bogo (sud-est), Daanbantayan (nord), du détroit de Tañon à l'ouest et de la Mer des Camotes à l'est.

## Histoire
La municipalité de Medellin a été créée en décembre 1881 par un décret du roi d'Espagne Alphonse XII, à la suite du détachement des villages de Kawit, Buanavista et Tindog de la municipalité de Daanbantayan. Elle doit son nom aux similitudes topographiques qu'elle présente avec la ville sud-américaine de Medellín, en Colombie.

## Barangays
La municipalité de Medellin Medellin est divisée, sur le plan administratif, en 19 barangays :
- Antipolo
- Curva
- Daanlungsod
- Dalingding Sur
- Dayhagon
- Gibitngil
- Canhabagat
- Caputatan Norte
- Caputatan Sur
- Kawit
- Lamintak Norte
- Luy-a
- Panugnawan
- Poblacion
- Tindog
- Don Virgilio Gonzales
- Lamintak Sur
- Maharuhay
- Mahawak